# Distrikt Chamaca
Der Distrikt Chamaca liegt in der Provinz Chumbivilcas in der Region Cusco in Südzentral-Peru. Der am 2. Januar 1857 gegründete Distrikt hat eine Fläche von 674 km². Beim Zensus 2017 wurden 6750 Einwohner gezählt. Im Jahr 1993 lag die Einwohnerzahl bei 6357, im Jahr 2007 bei 7698. Die Distriktverwaltung befindet sich in der 3754 m hoch gelegenen Ortschaft Chamaca mit 1044 Einwohnern (Stand 2017). Chamaca liegt 30 km nordöstlich der Provinzhauptstadt Santo Tomás.

## Geographische Lage
Der Distrikt Chamaca liegt im Westen der Provinz Chumbivilcas. Der Distrikt liegt im Andenhochland. Der Fluss Río Velille durchquert den Distrikt in nördlicher Richtung.
Der Distrikt Chamaca grenzt im Westen an den Distrikt Colquemarca, im äußersten Nordwesten an den Distrikt Ccapacmarca, im Norden an den Distrikt Omacha (Provinz Paruro), im Osten an den Distrikt Livitaca, im Süden an den Distrikt Velille sowie im Südwesten an den Distrikt Santo Tomás.